# Oderwitz
Oderwitz es un municipio situado en el distrito de Görlitz, en el estado federado de Sajonia (Alemania), a una altitud de 350 metros. Su población a finales de 2016 era de unos 5200 habs. y su densidad poblacional, 140 hab/km².